# Indiah-Paige Riley
Indiah-Paige Riley (født 20. december 2001) er en kvindelig australsk fodboldspiller, der spiller angreb for Crystal Palace F.C. (kvinder).

## Klubkarriere

### Brisbane Roar
Riley fik sin første internationale debut for australske Brisbane Roar i W-League mod Western Sydney Wanderers, som indskiftning for Allira Toby i holdets 1–0 sejr.
Hun blev i 2020, nomineret til Årets Ungdomsspiller i den bedste kvindelige fodboldrække i Australien W-League.

### Fortuna Hjørring
Hun skrev i august 2020, under med de forsvarende danske mestre fra Fortuna Hjørring i Gjensidige Kvindeligaen.